# Le Leslay
Le Leslay település Franciaországban, Côtes-d’Armor megyében.
Lakosainak száma 154 fő (2022. január 1.). Le Leslay Boqueho, Cohiniac, Le Fœil, Saint-Gildas és Le Vieux-Bourg községekkel határos.

## Népesség
A település népességének változása:
| Lakosok száma | 134  | 118  | 112  | 124  | 149  | 155  | 158  | 158  | 157  | 154  |
|               | 1968 | 1982 | 1990 | 2006 | 2013 | 2015 | 2017 | 2019 | 2020 | 2022 |